# TJ Sparta Podluhy
TJ Sparta Podluhy (celým názvem: Tělovýchovná jednota Sparta Podluhy) byl československý klub ledního hokeje, který sídlil v obci Podluhy ve Středočeském kraji. Klub byl založen v roce 1933, na jeho vzniku se podíleli hráči kopané v Sparty Podluh. Od roku 1950 hráli zápasy na kluzišti rybníku Kašparák. Klub hrál převážně v krajských přeborech. V roce 1966 byla vytvořena ledová plocha s umělým osvětlením vedle fotbalového hřiště. V roce 1969 přišla reorganizace divizních soutěží, které se účastnili české a moravské týmy, TJ Sparta Podluhy přešli do divizní soutěže skupiny D (třetí nejvyšší soutěž). V divizi vydrželi dvě sezony, v ročníku 1970/71 skončili na posledním místě skupiny D a sestoupili do krajského přeboru. Klubu tížili později finanční problémy, v roce 1990 klub zaniká.

## Přehled ligové účasti
Stručný přehled
Zdroj: 
- 1969–1971: Hokejová divize (3. ligová úroveň v Československu)

Jednotlivé ročníky
Legenda: ZČ - základní část, červené podbarvení - sestup, zelené podbarvení - postup, fialové podbarvení - reorganizace, změna skupiny či soutěže
| Československo (1969 – 1971) |                |           |          |                                       |          |
| Sezóny                       | Soutěž         | Úroveň    | ZČ       | Play-off, nadstavba, sk. o udržení... | Poznámky |
| 1969/70                      | Divize – sk. D | 3. úroveň | 6. místo |                                       |          |
| 1970/71                      | Divize – sk. D | 3. úroveň | 8. místo |                                       | Sestup   |